# Marion Bekker
Marion Bekker (* 1958 in Bitterfeld) ist eine deutsche Künstlerin (Malerei, Grafik). Sie lebte lange Zeit in und um Leipzig. Mittlerweile lebt sie in Baden-Württemberg, in der Nähe von Freiburg im Breisgau. Sie arbeitet inzwischen als Kunst- und Geschichtelehrerin am Max-Planck-Gymnasium in Lahr/Schwarzwald.

## Biografie
Marion Bekker begann 1977 ihr Studium der Kunstpädagogik in Leipzig, das sie 1981 abschloss. Seitdem arbeitet sie als Künstlerin, Kunstdozentin und Kunstpädagogin. Sie ist Mitglied im Kunstverein Markkleeberg e. V. und im Kunstverein L’Art Pour Lahr. Seit 1986 beteiligt sie sich jährlich an Malpleinaire (Eichsfeld, Mecklenburg, Vogtland, Muldentalkreis, Lahr)

## Werk
Seit ihrer Studienzeit beschäftigt sich Bekker mit dem sächsischen Muldental. In zahlreichen Bildern hat sie Landschaft und Architektur dieser Region in expressionistischer Weise festgehalten.
In den letzten Jahren beschäftigte sie sich verstärkt mit der abstrahierten Malerei. Auf diese Weise sind unter anderem Gemälde zum Thema Stierkampf entstanden. Ihre kontrovers diskutierten Lebenssteine aus dem Jahr 2006 sind surreale Stein-Gebilde, die sich vor strahlendem Blau erheben.

## Ausstellungen (Auswahl)
- 2001 Städtische Galerie, Rochlitz; Galerie Goldener Stern, Borna; Galerie Stadtmühle, Teterow; Regionalschulamt Leipzig
- 2002 Galerie der AOK, Borna; Etamps, Frankreich
- 2004 Kulturbundhaus, Leipzig
- 2007 Unternehmerverband Sachsen, Leipzig; Galerie im Schloss Altranstädt, Leipzig; Galerie im Gutshaus, Markkleeberg
- 2008 Galerie im Gutshaus, Markkleeberg; Außenstelle Leipzig der BStU („Runde Ecke“); Landratsamt Leipziger Land, Borna
- 2009 Rathaus zu Ettenheim
- 2022 Max-Planck-Gymnasium in Lahr/Schwarzwald

| Personendaten    | Personendaten                   |
| ---------------- | ------------------------------- |
| NAME             | Bekker, Marion                  |
| KURZBESCHREIBUNG | deutsche Malerin und Grafikerin |
| GEBURTSDATUM     | 1958                            |
| GEBURTSORT       | Bitterfeld                      |